# Коломоец, Матрёна Алексеевна
Матрёна Алексеевна Коломоец (род. 30 апреля 1929) — передовик советского сельского хозяйства, бригадир овощеводческой бригады совхоза «Берестовой» Константиновского района Донецкой области, Герой Социалистического Труда (1971).

## Биография
Родилась 30 апреля 1929 года в селе Покровское, Покровского района Запорожского округа Украинской ССР в украинской семье. После освобождения территории от оккупации, в возраст 14 лет трудоустроилась на работу в местный колхоз «Победа», занималась восстановлением хозяйства. Позже переехала на постоянное место жительство в Донецкую область.
Работала бригадиром овощеводческой бригады 3-го отделения совхоза «Берестовой» Константиновского района Донецкой области Украинской ССР. Члены бригады сначала вручную на 5 гектаров вносили в борозды полив и удобрения. Затем перешли на искусственные дожди из дождевальных установок. Внедряли новые сорта различных овощей.
Овощеводческая бригада Коломоец получила рекордные урожаи овощей: помидоров 565 центнеров с гектара, лука 477 центнеров с гектара.
«За выдающиеся успехи в деле развития сельскохозяйственного производства и выполнении пятилетнего плана продажи государству продуктов земледелия и животноводства», указом Президиума Верховного Совета СССР от 8 апреля 1971 года Матрёне Алексеевне Коломоец было присвоено звание Героя Социалистического Труда с вручением ордена Ленина и медали «Серп и Молот».
Продолжала и дальше трудиться в сельском хозяйстве, была занесена на Доску Почёта Выставок достижений народного хозяйства СССР и Украинской ССР.
Проживала в селе Ильича (с 2016 года — Ильиновка) Константиновского района Донецкой области.

## Награды
За трудовые успехи была удостоена:
- золотая звезда «Серп и Молот» (08.04.1971);
- орден Ленина (08.04.1971);
- другие медали.

- Почётный гражданин Константиновского района Донецкой области (25.10.2006).